# Thomas Ayasse
Thomas Ayasse, né le 17 février 1987 à Toulouse, est un  footballeur français évoluant au poste de milieu de terrain.

## Carrière de joueur
Il inscrit son premier doublé le 6 avril 2012 dans un match contre le Tours FC et devient lors de la saison 2011-2012 le meilleur buteur de son club avec neuf buts en championnat. En fin de contrat à l'AC Arles-Avignon, il signe le 1er juin 2012 à l'AS Nancy-Lorraine pour trois ans. Il remplace alors Bakaye Traoré, parti pour l'AC Milan, au milieu de terrain. À l'intersaison 2014, il s'engage pour l'ESTAC en y signant un bail de 3 ans. Titulaire indiscutable dans l'entrejeu troyen, il participe à la remontée du club en Ligue 1 au terme de la saison 2014-2015.
Le club troyen cherchant à dégraisser son effectif, à la suite de ses difficultés sportives et financières, en vue d'une future rétrogradation en Ligue 2, il rejoint Le Havre AC au mercato hivernal 2016,.
Le 11 juillet 2018, libre de tout contrat, il s'engage avec le Stade brestois 29 pour une durée de un an. Lors de la saison 2018-2019, il est l'un des trois délégués syndicaux de l'UNFP au sein du Stade brestois.

## Statistiques
| Saison                | Club                  | Championnat           | Championnat | Championnat | Coupe nationale | Coupe nationale | Coupe de la Ligue | Coupe de la Ligue | Total | Total |
| Saison                | Club                  | Division              | M.          | B.          | M.              | B.              | M.                | B.                | M.    | B.    |
| 2007-2008             | Stade de Reims        | Ligue 2               | 30          | 0           | 3               | 1               | 1                 | 0                 | 34    | 1     |
| 2008-2009             | AS Cannes             | National              | 34          | 3           | 4               | 1               | -                 | -                 | 38    | 4     |
| 2009-2010             | AC Arles-Avignon      | Ligue 2               | 37          | 2           | 1               | 0               | 1                 | 0                 | 39    | 2     |
| 2010-2011             | AC Arles-Avignon      | Ligue 1               | 23          | 0           | 1               | 0               | 1                 | 0                 | 25    | 0     |
| 2011-2012             | AC Arles-Avignon      | Ligue 2               | 35          | 9           | 1               | 0               | -                 | -                 | 36    | 9     |
| Sous-total            | Sous-total            | Sous-total            | 95          | 11          | 3               | 0               | 2                 | 0                 | 100   | 11    |
| 2012-2013             | AS Nancy-Lorraine     | Ligue 1               | 17          | 2           | 3               | 2               | 1                 | 0                 | 21    | 4     |
| 2013-2014             | AS Nancy-Lorraine     | Ligue 2               | 35          | 0           | 1               | 0               | 2                 | 0                 | 38    | 0     |
| Sous-total            | Sous-total            | Sous-total            | 52          | 2           | 4               | 2               | 3                 | 0                 | 59    | 4     |
| 2014-2015             | ES Troyes AC          | Ligue 2               | 34          | 3           | 2               | 0               | 1                 | 1                 | 37    | 4     |
| 2015-2016             | ES Troyes AC          | Ligue 1               | 14          | 1           | -               | -               | 1                 | 0                 | 15    | 1     |
| Sous-total            | Sous-total            | Sous-total            | 48          | 4           | 2               | 0               | 2                 | 1                 | 52    | 5     |
| 2015-2016             | Le Havre AC           | Ligue 2               | 15          | 1           | -               | -               | -                 | -                 | 15    | 1     |
| 2016-2017             | Le Havre AC           | Ligue 2               | 25          | 0           | 3               | 1               | 2                 | 0                 | 30    | 1     |
| 2017-2018             | Le Havre AC           | Ligue 2               | 5           | 0           | -               | -               | 2                 | 0                 | 7     | 0     |
| Sous-total            | Sous-total            | Sous-total            | 45          | 1           | 3               | 1               | 4                 | 0                 | 52    | 2     |
| 2018-2019             | Stade brestois 29     | Ligue 2               | 26          | 1           | 1               | 0               | -                 | -                 | 27    | 1     |
| Total sur la carrière | Total sur la carrière | Total sur la carrière | 327         | 23          | 20              | 5               | 12                | 1                 | 359   | 29    |

## Palmarès
- ES Troyes AC
  - Champion de Ligue 2 en 2015
- Toulouse FC
  - Vainqueur de la Coupe Gambardella en 2005